# オブザーヴァトリー
オブザーヴァトリー (Observatory) はアメリカ合衆国で生産された競走馬・種牡馬。オブザーバトリーと表記される場合もある。

## 経歴
1999年（2歳）6月にランフランコ・デットーリが騎乗して競走馬デビュー戦を迎え、デビュー戦で初勝利を挙げた。その後重賞競走初挑戦となった9月のミルリーフステークス（G2）では4着となり、10月に条件戦を制して2勝目を挙げ、休養に入った。
休養を終えて、2000年（3歳）6月に復帰戦となった準重賞競走ではジミー・フォーチュンが騎乗して2着となり、続くジャージーステークス（G3）ではケヴィン・ダーレイが騎乗してレースを制し、重賞競走初勝利を挙げた。以降ダーレイがしばらく騎乗することになり、8月にはレノックスステークス（G3）を制し、続くセレブレーションマイル（G2）ではメディシアンに1馬身差で敗れて2着となったが、9月のG1競走初挑戦となったクイーンエリザベス2世ステークスでは、1番人気で2着となったジャイアンツコーズウェイから半馬身差で先着し、G1競走初勝利を挙げた。しかしその後は休養に入った。
2001年（4歳）、休養を終えて古馬となっての初戦は5月にフランスへ遠征し、新たにリチャード・ヒューズを鞍上に迎えてイスパーン賞に出走した。レースでは2着となったハイトーリを短アタマ差で抑えG1競走2勝目を挙げた。そして6月に引き続きヒューズが騎乗して出走したプリンスオブウェールズステークスでファンタスティックライトに敗れて4着となり、この競走を最後に競走馬を引退した。

## 種牡馬時代
5歳となった2002年よりハーリド・ビン・アブドゥッラーが所有するイギリスのバンステッドマナースタッドで種牡馬入りしている。
2008年にはアフリカンローズがスプリントカップを制して産駒がG1競走初勝利を挙げている。

### 主な産駒
- 2005年産
  - African Rose / アフリカンローズ（2007年スプリントカップ）
  - Twice Over / トゥワイスオーヴァー（2009年、チャンピオンステークス、2010年エクリプスステークス、チャンピオンステークス、2011年インターナショナルステークス）

### 母の父としての主な産駒
- 2018年産
  - プログノーシス（2023年金鯱賞）[3]

## 血統表
| オブザーヴァトリーの血統ミスタープロスペクター系／Northern Dancer 5×3=15.63%、Nashua 4×4=12.50%、Native Dancer 4×5=9.38% | オブザーヴァトリーの血統ミスタープロスペクター系／Northern Dancer 5×3=15.63%、Nashua 4×4=12.50%、Native Dancer 4×5=9.38% | オブザーヴァトリーの血統ミスタープロスペクター系／Northern Dancer 5×3=15.63%、Nashua 4×4=12.50%、Native Dancer 4×5=9.38% | （血統表の出典）       | （血統表の出典） |
| 父 Distant View 1991 栗毛                                                                                                | 父の父Mr. Prospector 1970 鹿毛                                                                                           | Raise a Native | Native Dancer          | Native Dancer    |
| 父 Distant View 1991 栗毛                                                                                                | 父の父Mr. Prospector 1970 鹿毛                                                                                           | Raise a Native | Raise You              |                  |
| 父 Distant View 1991 栗毛                                                                                                | 父の父Mr. Prospector 1970 鹿毛                                                                                           | Gold Digger | Nashua                 | Nashua           |
| 父 Distant View 1991 栗毛                                                                                                | 父の父Mr. Prospector 1970 鹿毛                                                                                           | Gold Digger | Sequence               |                  |
| 父 Distant View 1991 栗毛                                                                                                | 父の母Seven Springs 1982 栗毛                                                                                            | Irish River | Riverman               | Riverman         |
| 父 Distant View 1991 栗毛                                                                                                | 父の母Seven Springs 1982 栗毛                                                                                            | Irish River | Irish Star             |                  |
| 父 Distant View 1991 栗毛                                                                                                | 父の母Seven Springs 1982 栗毛                                                                                            | La Trinite | Lyphard                | Lyphard          |
| 父 Distant View 1991 栗毛                                                                                                | 父の母Seven Springs 1982 栗毛                                                                                            | La Trinite | Promessa               |                  |
| 母 Stellaria 1986 栗毛                                                                                                   | 母の父Roberto 1969 鹿毛                                                                                                  | Hail to Reason | Turn-to                | Turn-to          |
| 母 Stellaria 1986 栗毛                                                                                                   | 母の父Roberto 1969 鹿毛                                                                                                  | Hail to Reason | Nothirdchance          |                  |
| 母 Stellaria 1986 栗毛                                                                                                   | 母の父Roberto 1969 鹿毛                                                                                                  | Bramalea | Nashua                 | Nashua           |
| 母 Stellaria 1986 栗毛                                                                                                   | 母の父Roberto 1969 鹿毛                                                                                                  | Bramalea | Rarelea                |                  |
| 母 Stellaria 1986 栗毛                                                                                                   | 母の母Victoria Star 1972 栗毛                                                                                            | Northern Dancer | Nearctic               | Nearctic         |
| 母 Stellaria 1986 栗毛                                                                                                   | 母の母Victoria Star 1972 栗毛                                                                                            | Northern Dancer | Natalma                |                  |
| 母 Stellaria 1986 栗毛                                                                                                   | 母の母Victoria Star 1972 栗毛                                                                                            | Solometeor | Victoria Park          | Victoria Park    |
| 母 Stellaria 1986 栗毛                                                                                                   | 母の母Victoria Star 1972 栗毛                                                                                            | Solometeor | Solar Display F-No.6-d |                  |

血統背景
- 半妹、High Praise（マルレ賞）
- 伯父（母の半兄）、Bucksplasher（種牡馬）